# اوشنیوگ
اوشنیوگ (به لاتین: Ushnyug) یک منطقهٔ مسکونی در روسیه است که در داغستان واقع شده‌است.